# Хорольский (Воронежская область)
Хоро́льский — посёлок в Таловском районе Воронежской области России. Входит в состав Нижнекаменского сельского поселения.

## География
Посёлок находится на северо-востоке центральной части Воронежской области, в степной зоне, на расстоянии примерно 11 км (по прямой) к юго-юго-востоку (SSE) от рабочего посёлка Таловая, административного центра района. Абсолютная высота — 200 м над уровнем моря.
Часовой пояс
Посёлок Хорольский, как и вся Воронежская область, находится в часовой зоне МСК (московское время). Смещение применяемого времени относительно UTC составляет +3:00.

## Население
| 1859 | 1897 | 2010 |
| ---- | ---- | ---- |
| 415  | ↗526 | ↘128 |

Гендерный состав
По данным Всероссийской переписи населения 2010 года в гендерной структуре населения мужчины составляли 50 %, женщины — соответственно также 50 %.
Национальный состав
Согласно результатам переписи 2002 года, в национальной структуре населения русские составляли 98 %.

## Улицы
- ул. Заслуженная,
- ул. Молодёжная,
- ул. Школьная[7].